# Shanghai-stadion
Shanghai-stadion (officiellt engelskt namn Shanghai Stadium, kinesiska: 上海体育场), är en idrottsarena i Shanghai, Kina, som främst används vid fotbollsmatcher. Den användes vid gruppspelet i fotbollsturneringen vid Olympiska sommarspelen 2008.
Shanghai-stadion är Kinas tredje största, efter Pekings Nationalstadion och Guangdongs Olympiastadion.